# Tracy Austin
Tracy Ann Austin Holt (Palos Verdes, Califòrnia, 12 de desembre de 1962) és una tennista estatunidenca, d'una gran precocitat, que fou número 1 del rànquing individual durant 21 setmanes l'any 1980. En el seu palmarès destaquen tres títols del Grand Slam, dos individuals al US Open (1979, 1981) i un de dobles mixts a Wimbledon (1980), i tres Copes Federació (1978, 1979, 1980) amb els Estats Units.

## Biografia
Tracy és un dels cinc germans Austin (Pam, Jeff, Doug i John), i tots van ser tennistes professionals. Es va casar amb Scott Holt i van tenir tres fills (Sean, Brandon i Dylan).
Un cop retirada va treballar com a comentarista de la NBC, USA Network, Seven Network, i la BBC per cobrir diversos torneigs de Grand Slam. També va treballar per Tennis Channel i la televisió canadenca.
Austin és el focus de l'assaig How Tracy Austin Broke My Heart, inclòs en el recull Consider the Lobster de David Foster Wallace (1992).

## Torneigs de Grand Slam

### Individual: 2 (2−0)
| Resultat   | Núm. | Any  | Torneig     | Oponent en la final | Marcador            |
| ---------- | ---- | ---- | ----------- | ------------------- | ------------------- |
| Guanyadora | 1.   | 1979 | US Open     | Chris Evert         | 6−4, 6−3            |
| Guanyadora | 2.   | 1981 | US Open (2) | Martina Navratilova | 1−6, 7−6(4), 7−6(1) |

### Dobles mixts: 2 (1−1)
| Resultat   | Núm. | Any  | Torneig       | Parella     | Oponents en la final            | Marcador         |
| ---------- | ---- | ---- | ------------- | ----------- | ------------------------------- | ---------------- |
| Guanyadora | 1.   | 1980 | Wimbledon     | John Austin | Dianne Fromholtz Mark Edmondson | 4−6, 7−6(6), 6−3 |
| Finalista  | 1.   | 1981 | Wimbledon (2) | John Austin | Betty Stöve Frew McMillan       | 4−6, 7−6(2), 6−3 |

## Palmarès: 37 (30−5−2)

### Individual: 44 (30−14)
| Títols per superfície |
| --------------------- |
| Dura (11−3)           |
| Gespa (2−0)           |
| Terra batuda (3−2)    |
| Moqueta (14−9)        |

| Resultat   | Núm. | Data                   | Torneig                          | Superfície   | Oponent en la final     | Marcador            |
| ---------- | ---- | ---------------------- | -------------------------------- | ------------ | ----------------------- | ------------------- |
| Guanyadora | 1.   | 10 de gener de 1977    | Portland, Estats Units           | Dura (i)     | Stacy Margolin          | 6−7, 6−3, 4−1, ret. |
| Finalista  | 1.   | 6 de març de 1978      | Dallas, Estats Units             | Moqueta (i)  | Evonne Goolagong Cawley | 6−4, 0−6, 2−6       |
| Finalista  | 2.   | 2 d'octubre de 1978    | Phoenix, Estats Units            | Dura         | Martina Navrátilová     | 4−6, 2−6            |
| Guanyadora | 2.   | 23 d'octubre de 1978   | Filderstadt, Alemanya            | Moqueta (i)  | Betty Stöve             | 6−3, 6−3            |
| Guanyadora | 3.   | 21 de novembre de 1978 | Tòquio, Japó                     | Dura (i)     | Martina Navrátilová     | 6−3, 6−3            |
| Guanyadora | 4.   | 1 de gener de 1979     | Washington DC, Estats Units      | Moqueta (i)  | Martina Navrátilová     | 6−3, 6−2            |
| Finalista  | 3.   | 29 de gener de 1979    | Chicago, Estats Units            | Moqueta (i)  | Martina Navrátilová     | 3−6, 4−6            |
| Finalista  | 4.   | 21 de març de 1979     | Avon Championships, Estats Units | Moqueta (i)  | Martina Navrátilová     | 3−6, 6−3, 2−6       |
| Guanyadora | 5.   | 10 d'abril de 1979     | Hilton Head, Estats Units        | Terra batuda | Kerry Melville Reid     | 7−6, 7−6            |
| Guanyadora | 6.   | 7 de maig de 1979      | Roma, Itàlia                     | Terra batuda | Sylvia Hanika           | 6−4, 1−6, 6−3       |
| Guanyadora | 7.   | 30 de juliol de 1979   | San Diego, Estats Units          | Dura         | Martina Navrátilová     | 6−4, 6−2            |
| Finalista  | 5.   | 20 d'agost de 1979     | Mahwah, Estats Units             | Dura         | Chris Evert-Lloyd       | 7−6(2), 4−6, 1−6    |
| Guanyadora | 8.   | 28 d'agost de 1979     | US Open, Estats Units            | Dura         | Chris Evert-Lloyd       | 6−4, 6−3            |
| Guanyadora | 9.   | 5 de novembre de 1979  | Filderstadt (2)                  | Moqueta (i)  | Martina Navrátilová     | 6−2, 6−0            |
| Guanyadora | 10.  | 15 de desembre de 1979 | Tòquio (2)                       | Moqueta (i)  | Martina Navrátilová     | 6−2, 6−1            |
| Finalista  | 6.   | 2 de gener de 1980     | Landover, Estats Units           | Moqueta (i)  | Martina Navrátilová     | 2−6, 1−6            |
| Guanyadora | 11.  | 7 de gener de 1980     | Cincinnati, Estats Units         | Moqueta (i)  | Chris Evert-Lloyd       | 6−2, 6−1            |
| Guanyadora | 12.  | 28 de gener de 1980    | Seattle, Estats Units            | Moqueta (i)  | Virginia Wade           | 6−2, 7−6            |
| Finalista  | 7.   | 4 de febrer de 1980    | Los Angeles, Estats Units        | Moqueta (i)  | Martina Navrátilová     | 2−6, 0−6            |
| Guanyadora | 13.  | 10 de març de 1980     | Boston, Estats Units             | Moqueta (i)  | Virginia Wade           | 6−2, 6−1            |
| Guanyadora | 14.  | 17 de març de 1980     | Avon Championships               | Moqueta (i)  | Martina Navrátilová     | 6−2, 2−6, 6−2       |
| Guanyadora | 15.  | 29 de maig de 1980     | Carlsbad, Estats Units           | Dura         | Martina Navrátilová     | 7−5, 6−2            |
| Guanyadora | 16.  | 7 d'abril de 1980      | Hilton Head (2)                  | Terra batuda | Regina Maršíková        | 3−6, 6−1, 6−0       |
| Finalista  | 8.   | 29 d'abril de 1980     | Orlando, Estats Units            | Terra batuda | Martina Navrátilová     | 2−6, 4−6            |
| Guanyadora | 17.  | 16 de juny de 1980     | Eastbourne, Regne Unit           | Gespa        | Wendy Turnbull          | 7−6, 6−2            |
| Guanyadora | 18.  | 28 de juliol de 1980   | San Diego (2)                    | Dura         | Wendy Turnbull          | 6−1, 6−3            |
| Guanyadora | 19.  | 29 de setembre de 1980 | Minneapolis, Estats Units        | Moqueta (i)  | Martina Navrátilová     | 6−1, 2−6, 6−2       |
| Guanyadora | 20.  | 3 de novembre de 1980  | Filderstadt (3)                  | Moqueta (i)  | Sherry Acker            | 6−2, 7−5            |
| Finalista  | 9.   | 10 de novembre de 1980 | Tampa, Estats Units              | Dura         | Andrea Jaeger           | Renúncia            |
| Finalista  | 10.  | 22 de novembre de 1980 | Tòquio                           | Moqueta (i)  | Martina Navrátilová     | 4−6, 3−6            |
| Guanyadora | 21.  | 15 de desembre de 1980 | Tucson, Estats Units             | Moqueta (i)  | Peanut Louie            | 6−2, 6−0            |
| Guanyadora | 22.  | 7 de gener de 1981     | Landover                         | Moqueta (i)  | Andrea Jaeger           | 6−2, 6−2            |
| Guanyadora | 23.  | 15 de juny de 1981     | Eastbourne (2)                   | Gespa        | Andrea Jaeger           | 6−3, 6−4            |
| Guanyadora | 24.  | 27 de juliol de 1981   | San Diego (3)                    | Dura         | Pam Shriver             | 6−2, 5−7, 6−2       |
| Guanyadora | 25.  | 17 d'agost de 1981     | Toronto, Canadà                  | Dura         | Chris Evert-Lloyd       | 6−1, 6−4            |
| Guanyadora | 26.  | 1 de setembre de 1981  | US Open (2)                      | Dura         | Martina Navrátilová     | 1−6, 7−6(4), 7−6(1) |
| Guanyadora | 27.  | 21 de setembre de 1981 | Atlanta, Estats Units            | Dura         | Mary-Lou Piatek         | 4−6, 6−3, 6−3       |
| Finalista  | 11.  | 28 de setembre de 1981 | Minneapolis                      | Moqueta (i)  | Martina Navrátilová     | 0−6, 2−6            |
| Guanyadora | 28.  | 26 d'octubre de 1981   | Filderstadt (4)                  | Moqueta (i)  | Martina Navrátilová     | 4−6, 6−3, 6−4       |
| Guanyadora | 29.  | 14 de desembre de 1981 | East Rutherford (2)              | Moqueta (i)  | Martina Navrátilová     | 2−6, 6−4, 6−2       |
| Guanyadora | 30.  | 26 de juliol de 1982   | San Diego (4)                    | Moqueta (i)  | Kathy Rinaldi           | 7−6, 6−3            |
| Finalista  | 12.  | 18 d'octubre de 1982   | Filderstadt                      | Moqueta (i)  | Martina Navrátilová     | 3−6, 3−6            |
| Finalista  | 13.  | 6 de desembre de 1982  | Richmond, Estats Units           | Moqueta (i)  | Wendy Turnbull          | 7−6(3), 2−6, 4−6    |
| Finalista  | 14.  | 4 d'abril de 1983      | Hilton Head                      | Terra batuda | Martina Navrátilová     | 7−5, 1−6, 0−6       |

#### Períodes com a número 1
| Núm. | Precedida per       | Dates                   | Succeïda per        | Setmanes | Acumulat |
| ---- | ------------------- | ----------------------- | ------------------- | -------- | -------- |
| 1.   | Martina Navrátilová | 07/04/1980 − 20/04/1980 | Martina Navrátilová | 2        | 2        |
| 2.   | Martina Navrátilová | 07/07/1980 − 17/11/1980 | Chris Evert         | 19       | 21       |

### Dobles: 7 (5−2)
| Títols per superfície |
| --------------------- |
| Dura (3−1)            |
| Gespa (0−0)           |
| Terra batuda (0−0)    |
| Moqueta (2−1)         |

| Resultat   | Núm. | Data                   | Torneig                 | Superfície  | Parella      | Oponents en la final            | Marcador      |
| ---------- | ---- | ---------------------- | ----------------------- | ----------- | ------------ | ------------------------------- | ------------- |
| Guanyadora | 1.   | 2 d'octubre de 1978    | Phoenix, Estats Units   | Dura (i)    | Betty Stöve  | Martina Navrátilová Anne Smith  | 6−4, 6−7, 6−2 |
| Guanyadora | 2.   | 23 d'octubre de 1978   | Filderstadt, Alemanya   | Moqueta (i) | Betty Stöve  | Mima Jaušovec Virginia Ruzici   | 6−3, 6−2      |
| Finalista  | 1.   | 21 de novembre de 1978 | Tòquio, Japó            | Dura (i)    | Kathy May    | Martina Navrátilová Betty Stöve | 6−4, 6−7, 3−6 |
| Finalista  | 2.   | 8 de gener de 1979     | Oakland, Estats Units   | Moqueta (i) | Betty Stöve  | Rosie Casals Chris Evert        | 6−3, 4−6, 3−6 |
| Guanyadora | 3.   | 22 de gener de 1979    | Hollywood, Estats Units | Moqueta (i) | Betty Stöve  | Rosie Casals Wendy Turnbull     | 6−2, 2−6, 6−2 |
| Guanyadora | 4.   | 20 d'agost de 1979     | Mahwah, Estats Units    | Dura        | Betty Stöve  | Mima Jaušovec Regina Maršíková  | 7−6, 2−6, 6−4 |
| Guanyadora | 5.   | 28 de juliol de 1980   | San Diego, Estats Units | Dura        | Ann Kiyomura | Rosie Casals Wendy Turnbull     | 3−6, 6−4, 6−3 |

### Dobles mixts: 2 (1−1)
| Resultat   | Núm. | Data               | Torneig               | Superfície | Parella     | Oponents en la final            | Marcador         |
| ---------- | ---- | ------------------ | --------------------- | ---------- | ----------- | ------------------------------- | ---------------- |
| Guanyadora | 1.   | 23 de juny de 1980 | Wimbledon, Regne Unit | Gespa      | John Austin | Dianne Fromholtz Mark Edmondson | 4−6, 7−6(6), 6−3 |
| Finalista  | 1.   | 22 de juny de 1981 | Wimbledon (2)         | Gespa      | John Austin | Betty Stöve Frew McMillan       | 4−6, 7−6(2), 6−3 |

### Equips: 3 (3−0)
| Resultat   | Núm. | Data                   | Torneig                                     | Superfície   | Equip                                           | Oponents en la final                       | Marcador |
| ---------- | ---- | ---------------------- | ------------------------------------------- | ------------ | ----------------------------------------------- | ------------------------------------------ | -------- |
| Guanyadora | 1.   | 27 de novembre de 1978 | Copa Federació, Melbourne, Austràlia        |              | Rosie Casals Chris Evert Billie Jean King       | Kerry Reid Wendy Turnbull                  | 2−1      |
| Guanyadora | 2.   | 30 d'abril de 1979     | Copa Federació, Madrid, Espanya             | Terra batuda | Rosie Casals Chris Evert-Lloyd Billie Jean King | Dianne Fromholtz Kerry Reid Wendy Turnbull | 3−0      |
| Guanyadora | 3.   | 19 de maig de 1980     | Copa Federació, Berlín, Alemanya Occidental | Terra batuda | Rosie Casals Chris Evert-Lloyd Kathy Jordan     | Dianne Fromholtz Susan Leo Kerry Reid      | 3−0      |

## Trajectòria

### Individual
| Torneig                | 1977 | 1977 | 1978 | 1979 | 1980 | 1981 | 1982 | 1983 | 1984−1993 | 1994 | Títols |        |
| ---------------------- | ---- | ---- | ---- | ---- | ---- | ---- | ---- | ---- | --------- | ---- | ------ | ------ |
| Open d'Austràlia       | A    | A    | A    | A    | A    | QF   | A    | A    | A         | 2R   | 0 / 2  |        |
| Roland Garros          | A    | A    | A    | A    | A    | A    | QF   | QF   | A         | 1R   | 0 / 3  |        |
| Wimbledon              | 3R   | 3R   | 4R   | SF   | SF   | QF   | QF   | A    | A         | A    | 0 / 6  |        |
| US Open                | QF   | QF   | QF   | G    | SF   | G    | QF   | A    | A         | A    | 2 / 6  |        |
| Rànquing a final d'any | 12   | 12   | 6    | 3    | 2    | 2    | 4    | 4    | −         | −    | 2 / 17 | 2 / 17 |